# 新北市蘆洲區公所

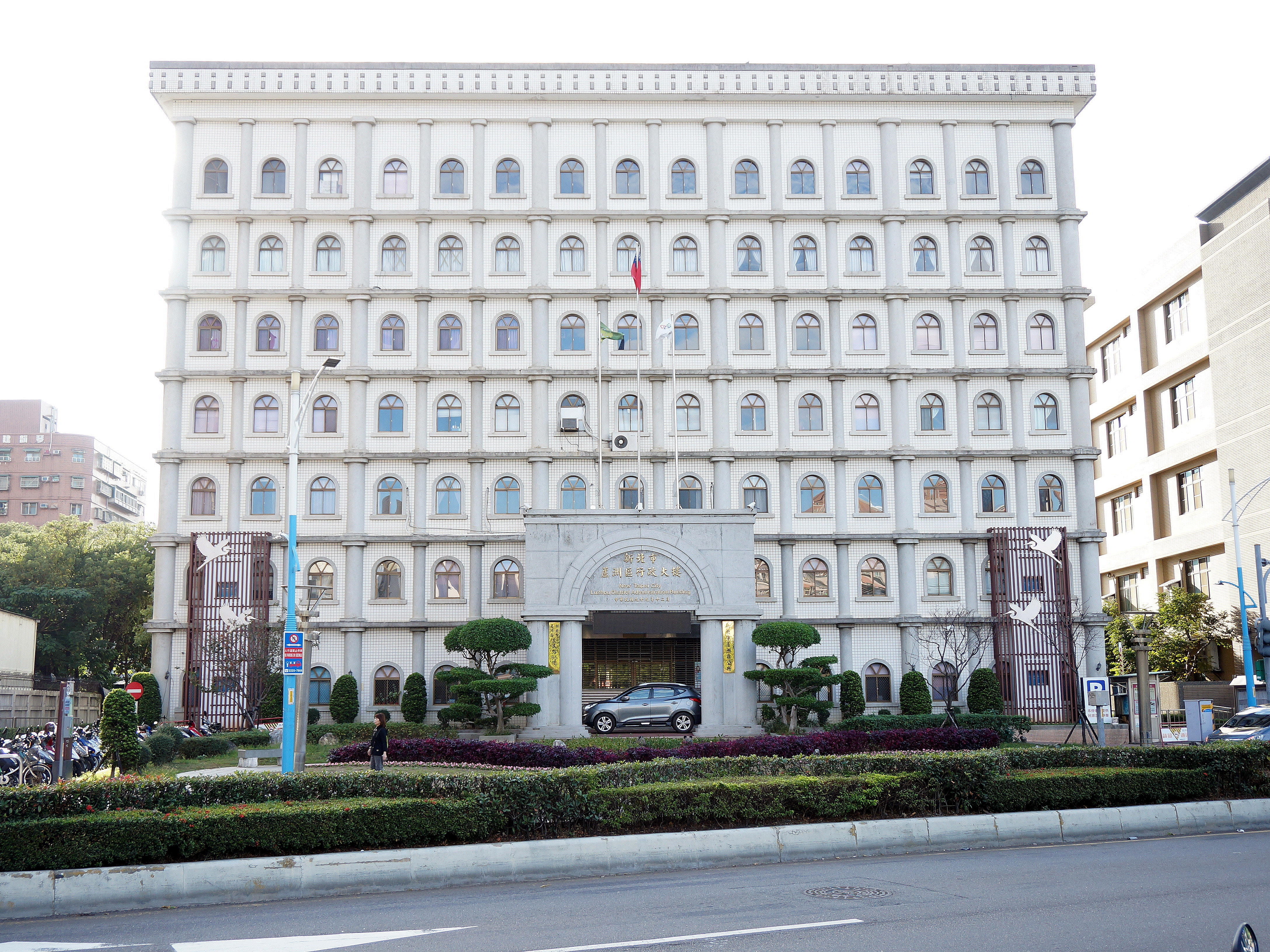
蘆洲區行政中心

新北市蘆洲區公所（簡稱：蘆洲區區公所、蘆洲區公所；英文：Luzhou District Office）為新北市政府在新北市蘆洲區的派出機關，於中華民國政府架構中屬於區公所位階，上級業務監督機關為新北市政府。

## 沿革
- 1945年，台北州新莊郡鷺洲改稱臺北縣新莊區鷺洲鄉。
- 1947年4月1日，與三重分治，更名蘆洲鄉。
- 1997年10月，改制為縣轄市臺北縣蘆洲市公所。
- 1998年2月9日，增設成功里、永德里（永樂里（1至5、19至29鄰）、永安南路二段356巷86、88、90號畫分為成功里；永康里1至4鄰、21鄰部分（長安街267巷7弄2、4、6、8號）、23至34鄰畫分為永德里）。
- 2010年12月25日，因台北縣升格為新北市，本所改制為蘆洲區公所。
- 2012年5月23日，鷺江國小校門遷移，地址從民權路1號改為「民族路7號」，行政劃分仍隸屬於鷺江里15鄰[1]。
- 2014年12月25日，因首任蘆洲區長黃麗足退休，第二任區長由原萬里區區長賴俊達轉任[2]。
- 2015年10月，人口突破20萬人[3]。

## 組織架構
新北市蘆洲區公所所轄組織，在區長及秘書之下，設有1會、1處、5課、4室。
- 區長（1人，薦任第九職等至簡任第十職等）
  - 副區長（1人，薦任第九職等）
  - 主任秘書（1人，薦任第八職等至第九職等）
  - 課長（5人，薦任第七職等至第八職等）
  - 主任（1人，薦任第七職等至第八職等）
  - 秘書（1人，薦任第七職等）
  - 視導（2人，薦任第七職等）
  - 調解委員會秘書（1人，委任第五職等或薦任第六職等至第七職等）
  - 課員（34人，委任第五職等或薦任第六職等至第七職等）
  - 技士（15人，委任第五職等或薦任第六職等至第七職等）
    - 里幹事（14人，委任第四職等至第五職等）（內7人得列薦任第六職等）
    - 技佐（1人，委任第四職等至第五職等）
    - 辦事員（7人，委任第三職等至第五職等）
    - 書記（2人，委任第一職等至第三職等）

### 內部單位
| - 調解委員會 - 里辦公處 - 民政課 - 役政災防課 - 社會人文課 - 工務課 - 經建課 | - 秘書室 - 會計室 - 人事室 - 政風室 |

## 外部連結
- 新北市蘆洲區公所 （页面存档备份，存于）